# 네오아카데미
네오아카데미는 에이트 스튜디오 기업의 그림 교육 목적의 회사이다.